# グレッグ・ブリック
グレッグ・ブリック(Greg Bryk, 1972年 - )はカナダ・マニトバ州ウィニペグ出身の俳優。

## 来歴
父親のドン・ブリックはカナディアン・フットボールチームのウィニペグ・ブルーボマーズの元社長。
クイーンズ大学ではアメリカン・フットボールチームに所属しラインバッカーを務める。
90年前半にオンタリオ州のキングストンに移住し、トロントのレストラン“イル・フォルネロ”でウェイターとして働いていた。
98年に｢The Pawn｣でデビュー。
その後、2004年から放映されたテレビシリーズ『リ・ジェネシス バイオ犯罪捜査班』にウェストン・フィールド役でレギュラー出演。
映画では『ヒストリー・オブ・バイオレンス』のビリー役や『ソウ5』のジグソウの殺人ゲームの参加者マリック役を演じている。
私生活では96年に結婚し3人の子供の父親でもある。
ファークライ5ではヴィラン役であるファーザーのフェイスモデルと声優を務めた。

## フィルモグラフィー

### 映画
| 製作年 | 邦題 原題                                                      | 役名                     | 備考                                    |
| ------ | -------------------------------------------------------------- | ------------------------ | --------------------------------------- |
| 2002   | レスリー・ニールセンの裸の石(ストーン)を持つ男 Men with Brooms | アレクサンダー・ヨーント |                                         |
| 2003   | 新約聖書 ~ヨハネの福音書~ The Visual Bible: The Gospel of John | 弟子                     |                                         |
| 2005   | ヒストリー・オブ・バイオレンス A History of Violence           | ビリー                   |                                         |
| 2006   | リビング・デス 殺しの前戯 Living Death                         | ヴィクター・ハリス       | オリジナルビデオ                        |
| 2007   | シューテム・アップ Shoot 'Em Up                                | ローン・マン             |                                         |
| 2007   | 寝盗る女 The Robber Bride                                      | ヘンリー・ケリー         | テレビ映画 スターチャンネルでの放映のみ |
| 2008   | ソウ5 Saw V                                                    | マリック                 |                                         |
| 2008   | インクレディブル・ハルク The Incredible Hulk                   | 兵士                     |                                         |
| 2009   | デッドリースト・シー 死のベーリング海 Deadliest Sea            | スタッブス               | テレビ映画                              |
| 2009   | スティーヴン・キング ドランのキャデラック Dolan's Cadillac     | チーフ                   |                                         |
| 2010   | ソウ ザ・ファイナル 3D Saw 3D                                  | マリック                 |                                         |
| 2010   | RED/レッド Red                                                 | 消防士                   |                                         |
| 2011   | インモータルズ -神々の戦い- Immortals                          | 僧                       |                                         |
| 2019   | CODE8/コード・エイト Code 8                                    | マーカス・サトクリフ     |                                         |
| 2019   | アド・アストラ Ad Astra                                        | チップ・ガーンズ         |                                         |

### テレビシリーズ
| 放映年    | 邦題 原題                                           | 役名                   | 備考 |
| --------- | --------------------------------------------------- | ---------------------- | ---- |
| 2004-2008 | リ・ジェネシス バイオ犯罪捜査班 ReGenesis           | ウェストン・フィールド |      |
| 2014-2016 | Bitten -わたしを愛した狼- Bitten                    | ジェレミー・ダンバース |      |
| 2015-2016 | エクスパンス -巨獣めざめる- The Expanse             | ロペス                 |      |
| 2018      | ハンドメイズ・テイル/侍女の物語 The Handmaid's Tale | レイ・カッシング司令官 |      |
| 2019      | JETT/ジェット Jett                                  | Miljan Bestic          |      |
| 2019      | V Wars                                              | Bobby                  |      |